# Piet de Boer
Pieter Nicolaas de Boer (Amsterdam, 10 ottobre 1919 – 8 febbraio 1984) è stato un calciatore olandese, di ruolo attaccante.